# Теодор, Амиан, Јулијан и Кион
Теодор, Мијан, Јулијан и Кион ( стгрч. Θεοδωρος, Αμμιανος, Ιουλιανος και Ωκεαν марοςΘεοδωρος, Αμμιανος, Ιουλιανος και Ωκεαν марος; између 305. и 311. године.) су ранохришћански мученици и светитељи.
Теодор, Мијан, Јулијан и Кион су пострадали сведочећи хришћанску веру током великог прогона под царем Максимијаном у Никомидији. Мученици су били пореклом из села близу Никомидије – Кандавла (Κανδαυλη). Према Житију, по наређењу владара Никомидије они су ухваћени. Мученици су одбили да се одрекну Христа и због тога су били подвргнути мучењу. Најпре су њихова тела стругана до те мере да су им кости откривене, након чега су смештени у веома топло купатило, чија су врата била запечаћена краљевским прстеном да не могу да изађу. Анђео Божији их је извео из купатила неповређене, са запечаћеним вратима. Војници су ухватили мученике и извели их ван града на погубљење. Пре смрти, на захтев мученика, дато им је време за молитву. Свети мученици су се дуго молили и благодарили Богу што их је удостојио да буду мучени за Христа. После тога војници су их исеколи на комаде, голени су им поломили и бацили их у огањ, где су им тела  изгорела у ватри.
Према делима 10. века број мученика је различит: у Минеју Василија II четири; у синаксару Цариградске цркве има их пет. Пети мученик старогрчки. Κεντυριωνος - Центурион. У православним календарима Руске православне цркве имена центуриона нема, али у грчким постоји.
Православна црква их прославља 17.(4.) септембра.